# Bellanca CF
O Bellanca CF é um avião pioneiro, monoplano, monomotor, fechado, de asa alta, projetado por Giuseppe Mario Bellanca que levou a uma série de aeronaves de sucesso da marca "Bellanca". Giuseppe Bellanca foi indicado para o Troféu Collier em 1922 pelo design do Bellanca CF.

## Projeto e desenvolvimento
Bellanca já havia projetado sua própria aeronave com asa parasol na Sicília, levando os exemplares a Nova York para fazer um teste de voo. A "Bellanca Airplane Company and Flying School" foi formada em 1911 em Mineola, Long Island, Nova York, onde Bellanca ensinou o prefeito, Fiorello LaGuardia. Bellanca construiu uma série de biplanos para a Maryland Pressed Steel Company, que fechou logo após a Primeira Guerra Mundial. Bellanca mudou-se para oeste para Omaha, Nebraska, para fundar a Roos-Bellanca Aircraft Company com Victor H. Roos e A.H. Fetters. A empresa de curta duração produziu apenas um Bellanca CF, mas o avião de cabine fechada estava à frente de seu tempo antes que os contratos para o correio aéreo tornassem a produção de aeronaves lucrativa, e foi um passo importante em uma série de aeronaves batedoras de recordes desenvolvidas por Bellanca posteriormente.
Bellanca iniciou o projeto do "CF" em 1921. O "CF" tinha uma fuselagem de madeira compensada de mogno e a cauda, as asas e as superfícies das escoras cobertas por tecido. O avião apresentava cabine totalmente fechada, com pequenas janelas. A fuselagem foi reforçada com fios de aço. O trem de pouso era laminado de madeira de freixo com folheado de bétula. Os suportes da asa, feitos de cedro de Port Orford, tinham formas funcionais de aerofólio para auxiliar na sustentação.
A "Yellow Air Cab Company", sediada em Nova York, comprou o CF em 1924 e o modificou com uma cabine dianteira atualizada, mais janelas e um motor Anzani de 110 HP. Em 1928, ele foi modificado com um tanque de combustível de 55 galões e uma cauda vertical modificada.

## Histórico operacional
Bellanca conheceu Dorothy Brown, filha de seu senhorio, em Nebraska. Ela então ajudou na construção do único exemplar do "CF". Eles se casaram em 18 de novembro de 1922.
O Bellanca CF foi testado pelo piloto do correio aéreo Harry G. Smith em 8 de junho de 1922 em Fort Crook, Nebraska. A aeronave executou loops e rolagens. O "CF" foi levado por todo o país para angariar publicidade para as vendas. O "CF" foi demonstrado no "Midwestern Flying Meet" em Monmouth, Illinois, ganhando quatro prêmios de desempenho. O piloto de correio aéreo Bill Hobson voou no "CF" no "Tarkio Aero Meet", no "Interstate Aero Meet" e na "National Air Races" de 1923, vencendo o concurso de eficiência. Duas cerimônias de "casamento aéreo" foram realizadas na cabine do avião também. Bellanca deixou a empresa de fabricação de curta duração em 1924, ingressando na Wright Aeronautical como consultor.
A "Yellow Air Cab Company" e a "Continental Aircraft Corporation" compraram a aeronave para uso de seus passageiros mas faliram. A aeronave passou para propriedade privada e foi modificada para obter um maior alcance. O famoso piloto Bert Acosta levou o avião para seu vôo de teste antes do piloto de teste pretendido, Paul Koltze.
O único "CF" foi exibido no "Roosevelt Field Air Museum", que então pertencia à família Bellanca antes de ser doado à coleção Smithsonian do National Air and Space Museum em 1960.

## Galeria

O Bellanca CF em vários ângulos no National Air and Space Museum.
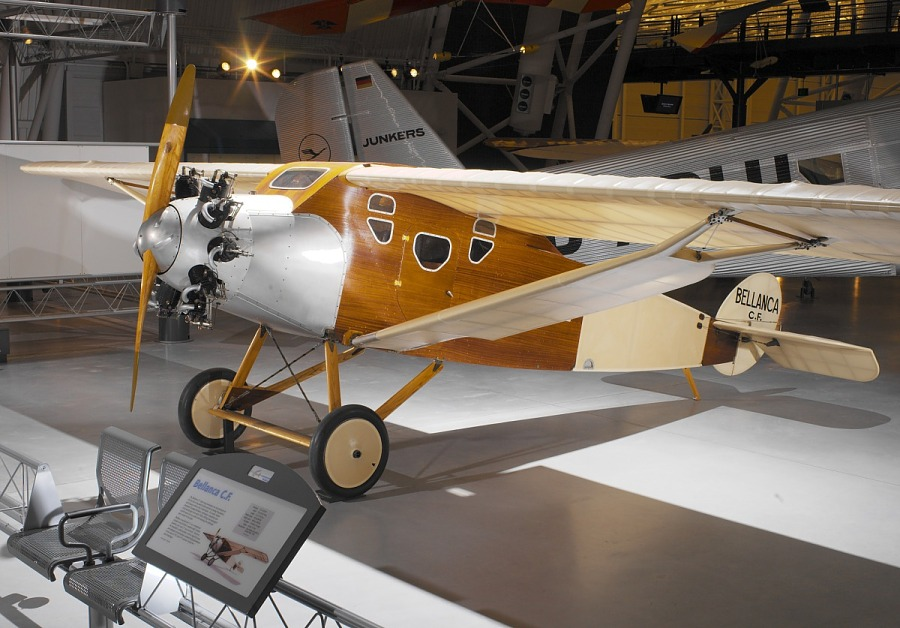
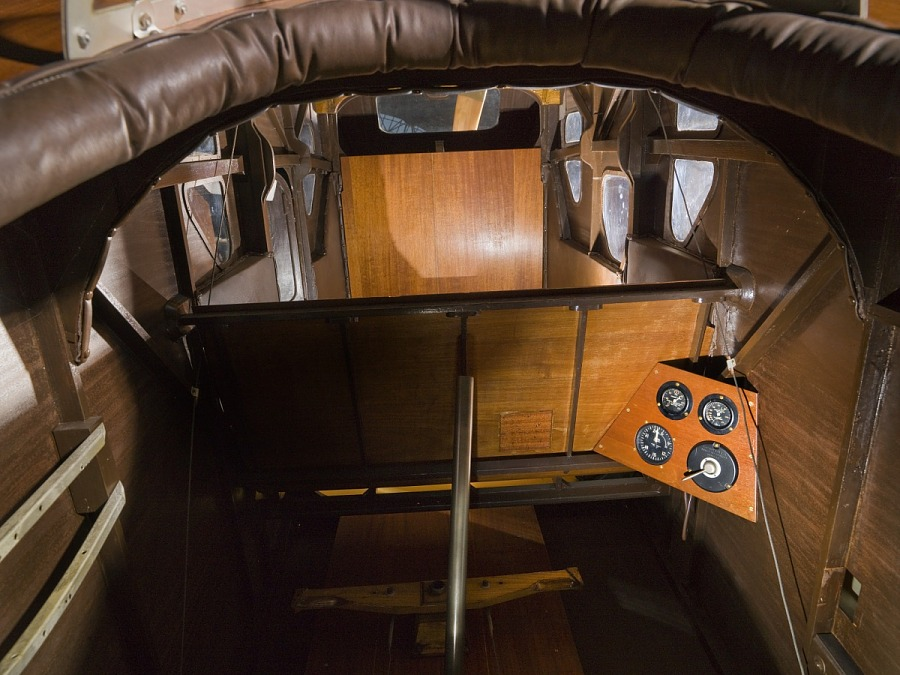
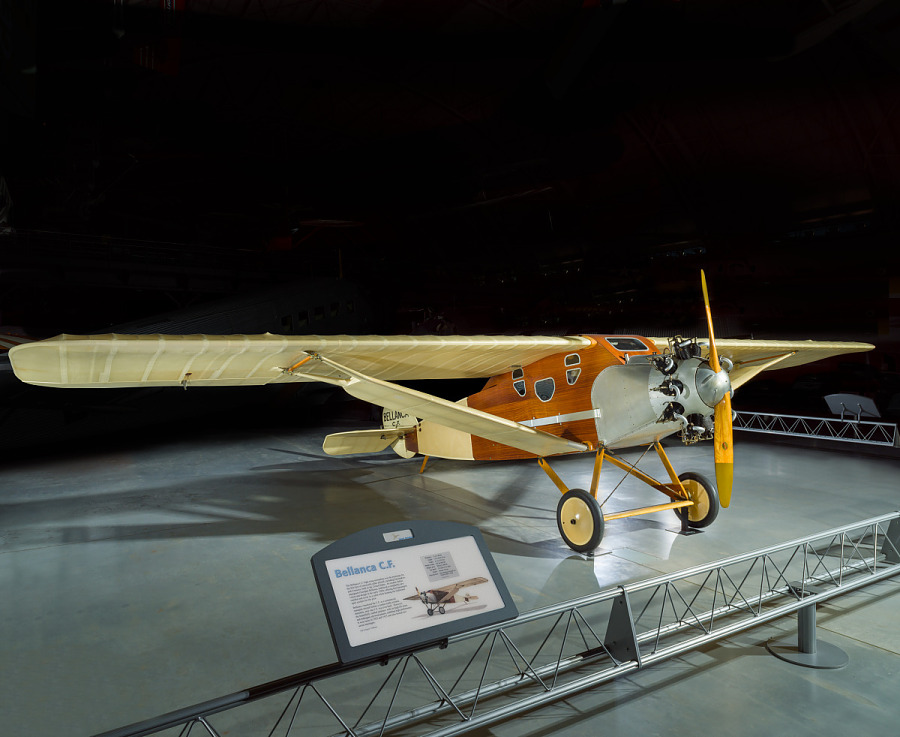
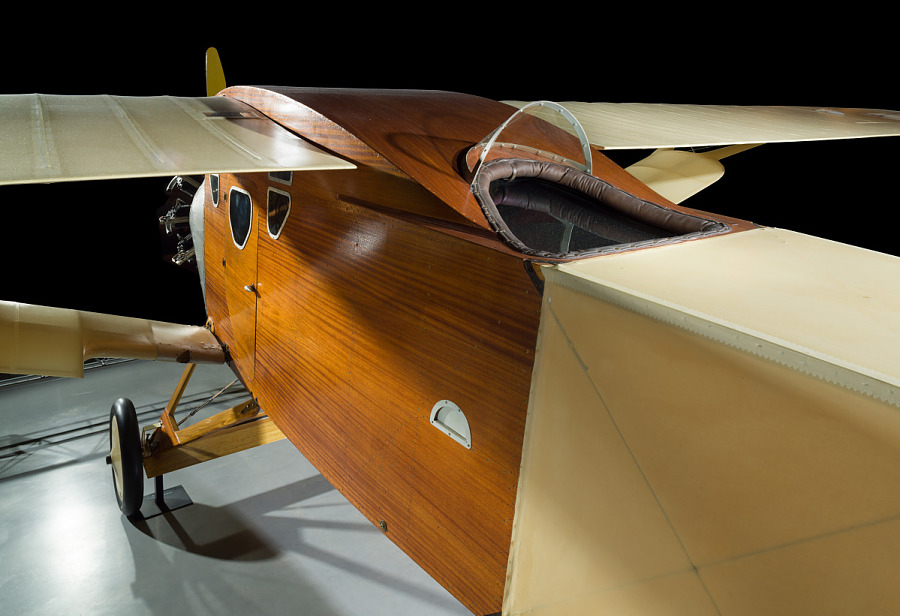
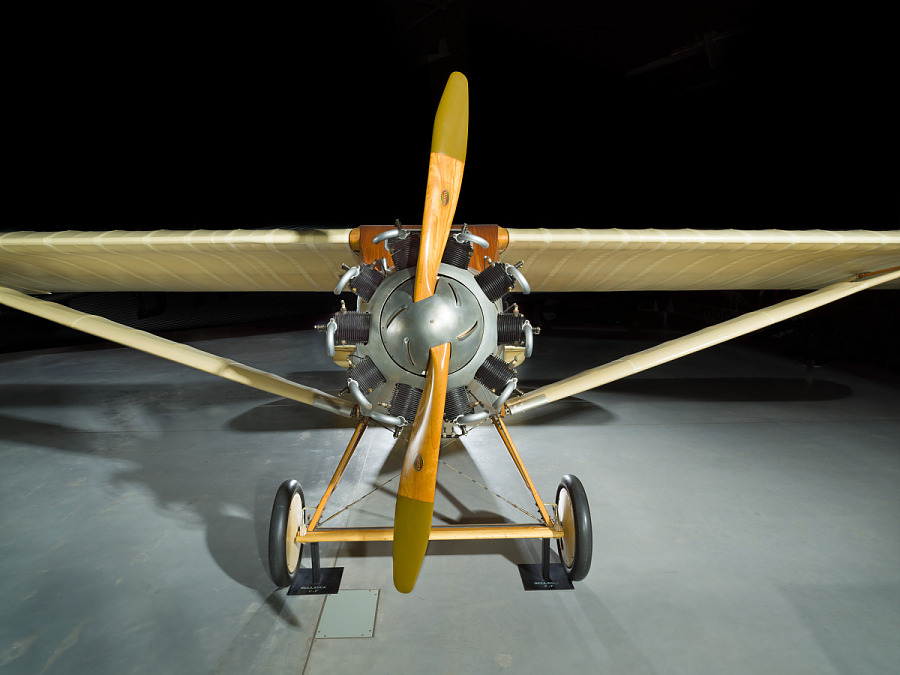
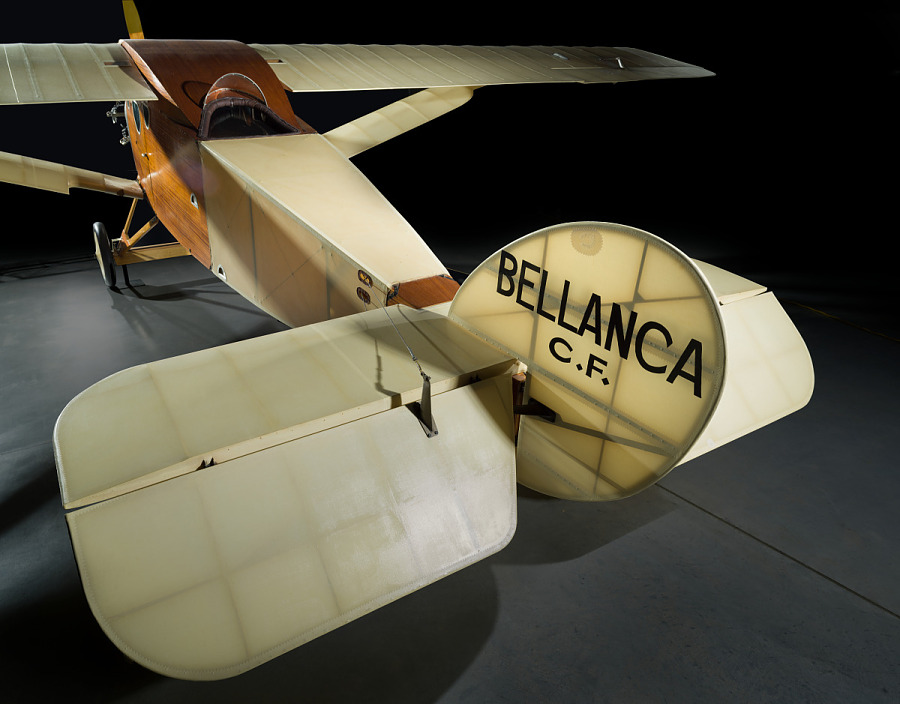

## Variantes
- O Wright-Bellanca WB-1, foi o próximo avanço de Bellanca em aeronaves de madeira.

## Especificações (Bellanca CF)
Dados de: NASM, exceto onde indicado
Descrições gerais
- Tripulação: 1 piloto
- Capacidade: 4 passageiros
- Comprimento: 7,26 m (24 ft)
- Envergadura: 12 m (39 ft)
- Altura: 2,21 m (7,3 ft)
- Área alar: 26,10 m² (281 ft²) [7]
- Peso vazio: 431 kg (950 lb)
- Peso bruto (carregado): 903 kg (1 990 lb)
- Capacidade de combustível: 190 l (50,2 US-gal)

Motorização
- Número de motores: 1x
- Tipo do motor: Anzani 10
- Potência por motor: 95 hp (70,8 kW)
- Descrição do propulsor/hélice: Hélice Bellanca de 2 pás (2,4 m de diâmetro)

Performance
- Velocidade máxima: 176 km/h (109 mph)
- Velocidade total em Nó: 64 kn (119 km/h)
- Razão de subida: 5.6[7] m/s